# Rajsko Prăskalo
Rajsko Prăskalo (bulharsky Райско пръскало) je vodopád v Bulharsku. Nachází se v rezervaci Džendema nedaleko vrcholu hory Botev; řeka Prăskalska, napájená tajícím sněhem, zde přetéká přes hranu skalní stěny a vytváří 124,5 m vysoký vodopád o jediném stupni, poté se vlévá do Bílé řeky. Rajsko Prăskalo je nejvyšším vodopádem na Balkánském poloostrově. U jeho paty se nachází turistická chata, oblast je vyhledávána horolezci.
Název znamená doslova „Nebeský vodopád“, bývá nazýván také „Kaloferský vodopád“ podle nedalekého města Kalofer.